# Damjana Bratuž
Damjana Bratuž, slovenska pianistka, glasbena pedagoginja in univerzitetna profesorica, * 31. julij 1927, Bilje, † 21. maj 2025, London, Ontario, Kanada. 

## Otroštvo
Damjana se je rodila v slovenski družini 31. julij leta 1927 v Biljah, ki so bile takrat del kraljevine Italije. Njena mati je bila kavarnarka Marija Fornazarič, njen oče pa kavarnar Rudolf (Rudi) Bratuž, bratranec skladatelja in zborovodje Lojzeta Bratuža. Imela je mlajšo sestro Bogdano Bratuž, igralko. Otroštvo je preživela v Gorici, kjer sta imela njena starša kavarno. Ta srednjeevropski “dunajski” lokal v središču mesta je bil shajališče pretežno slovenskih meščanov. V njem so se zbirali izobraženci in politiki, študentje in duhovniki. Damjana je med letoma 1932 in 1938 obiskovala ljudsko šolo v Gorici. Leta 1937 je zaradi fašističnega mučenja umrl Lojze Bratuž, kar je devetletno Damjano zelo pretreslo. Desetletja kasneje je v svoji učilnici hranila njegovo sliko. Leta 1938 začela obiskovati Ginnasio-Liceo Classico v Gorici. Zraven je začela obiskovati tudi glasbeno šolo v Gorici - Scuola Comunale di musica. Učila se je klavirja, petja, baleta in orgel. Njen prvi učitelj klavirja je bil pianist Evzebio Kurelič. Teorijo glasbe, solfeggio, harmonijo in zgodovino glasbe jo je učila italijanska skladateljica in slikarka Cecilia Seghizzi. Damjanina družina je hudo trpela pod fašističnim preganjanjem. Nekoč so fašistične oblasti za tri mesece prepovedale delovanje kavarne njenih staršev. Med drugo svetovno vojno je bil njen oče dvakrat zaprt, po vojni ga je zaprla komunistična oblast v Jugoslaviji. Dva meseca po vojni se je vrnil k svoji družini ter vstopil v italijansko politično življenje, kjer je zagovarjal interese goriških Slovencev.

## Izobraževanje
Po vojni je začela obiskovati Slovenski klasični licej 1945–46, kjer je 1946 maturirala. Medtem je obiskovala tudi konzervatorij Conservatoriu di Musica Giuseppe Tartini v Trstu, kjer je leta 1947 diplomirala iz klavirja. Na istem konservatorju je 1952 opravila specialistični izpit iz kompozicije. Po diplomi se je 1949–50 strokovno izpopolnjevala na akademiji Internationale Sommer-Akademie, Mozarteum v Salzburgu. Med leti 1949–53 se je v Trstu izpopolnjevala tudi pri zasebnih učiteljih klavirja in kompozicije ter med leti 1954 in 1955 na konservatoriju Conservatoire National de Musique in Ecole Normale de Musique v Parizu. Tam je bila njena učiteljica slovita Nadia Boulanger. Med leti 1946 in 1950 je poučevala klavir na Glasbeni matici v Gorici. V letih 1950–1954 in 1955–1957 je bila zaposlena kot učiteljica klavirja na Glasbeni matici v Trstu. Po prejetju Fullbrightove štipendije leta 1958 se je preselila v ZDA. Leta 1959 je opravila magisterij iz klavirja na inštitutu St. Louis Institute of Music v Missouriju. Istega leta se je izpopolnjevala na Državni univerzi Michigana, Interlochen v Michiganu, na dodiplomskem študiju Radio in televizija, pisanje in produkcija. Po opravljeni avdiciji za klavir 1959 na Univerzi Indiane je vpisala doktorski študij na Indiana University School of Music v Bloomingtonu v Indiani. Prejela je mednarodno raziskovalno štipendijo za šolsko leto 1962–63 ameriške univerzitetne zveze iz sklada Women Educational Foundation iz Washingtona. Doktorat je opravila 1967 in kot prva ženska na Indiana University School of Music pridobila naziv doktorica glasbe s področja klavirske literature in izvajanja.

## Akademska in pedagoška kariera
Damjana je bila med letoma 1959 in 1965 zaposlena kot asistentka na Indiana University School of Music v Indiani, ZDA. Med letoma 1965 in 1966 je bila zaposlena kot docentka na Teachers College, Emporia v Kansasu, ZDA. Leta 1967 je nastopila profesuro na Univerzi Zahodnega Ontaria v Londonu, Ontario, Kanada. S seboj je v Kanado pripeljala tudi starše, za katere je skrbela do njune smrti. Tam je do leta 1993 poučevala klavir, klavirsko literaturo in vodila predmete iz zgodovine in estetike (zlasti o Béli Bartóku) ter uvajala interdisciplinarne vsebine (glasbena semiotika, italijanska dikcija za pevce ipd.). Po upokojitvi leta 1993 je prejela naziv zaslužne profesorice. Do leta 2009 je ostala dejavna kot Adjunct Research Professor.
Vzgojila je več generacij kanadskih pianistov, predavala in ocenjevala na tekmovanjih po Kanadi in ZDA (1969–2005) ter pripravljala delavnice za Zvezo glasbenih učiteljev Ontaria (ORMTA). Sodelovala je tudi z radiem. Med letoma 1956 in 1957 je na Radiu Trst A ustvarila in vodila serijo tedenskih oddaj Glasba za naše malčke. Med letoma 1973 in 1974 je za CFPL-FM v Londonu (Ontario) pripravila serijo The Well-Tempered Listener (Umirjeni poslušalec).

## Raziskovalno delo in teme
V središču njenega raziskovanja so bili semiotika glasbe, klavirska literatura 20. stoletja in zlasti opus Béle Bartóka. Predavala je na mednarodnih konferencah v Evropi in Severni Ameriki ter vodila seminarje, ki so povezovali glasbeno interpretacijo z literaturo in vizualnimi umetnostmi.

## Poznejše življenje in smrt
Starost je preživela v kanadskem Londonu. Obdržala je tesne vezi z Goriško in slovensko skupnostjo v Italiji in Sloveniji. Nikoli se ni poročila. Leta 2011 je skupaj sestro Bogdano Bratuž prejela naziv častne občanke mesta Urbisaglia, kjer je bil njen oče Rudolf zaprt med drugo svetovno vojno. Umrla je v Londonu 21. maja 2025 po kratki bolezni. Pokopana je na pokopališču sv. Petra v Londonu.

## Izbrana dela
- The Folk Element in the Piano Music of Béla Bartók. University of Oklahoma, 1976 (ang.).[3]
- »On Bartók’s Improvisations and the Pippa Principle«, v: Studies in Music, vol. II, UWO, 1977.[3]
- Béla Bartók: A Centenary Homage, Studies in Music, VI, UWO, 1981.[3]
- »Presence of Glenn Gould: the Italian Perspective«, Glenn Gould: A Publication of the Glenn Gould Foundation, 1, 1999.[3]
- »Folklore and Transcendence: In Memoriam Yves Lenoir«, Revue Belge de Musicologie, 58 (2004), 19–22.[3]

## Priznanja
- Fulbrightova štipendija za študij v ZDA (sponzor: Institute of International Education, New York) (ZDA, 1958).[15]
- Polna podiplomska štipendija Univerze v Michiganu za študij na Interlochen Music Campu (ZDA, 1959).[15]
- Mednarodna štipendija American Association of University Women Educational Foundation (AAUW) (ZDA, 1962).[15]
- Bartók Centenary Award (Bartókova spominska diploma in plaketa ob stoletnici podeljena 7. septembra 1981 na UWO. Ena od le treh podeljenih kanadskim prejemnikom, izročil ji jo je madžarski veleposlanik Gyula Budai) (Madžarska, 1981).[3][15][18]
- Italijanska vladna nagrada/raziskovalna podpora za delo na Univerzi v Bologni (Italian Government Award for Research at the University of Bologna) (Italija, 1989–1990)[15]
- naziv Professor Emeritus, University of Western Ontario (Don Wright Faculty of Music) (Kanada, 1993)[15]
- Častna občanka mesta Urbisaglia (Italija, 2011).[3][10][15]